# Saint-Éloy-les-Mines
Saint-Éloy-les-Mines (okzitanisch: Sant Alòi de las Minas) ist eine französische Gemeinde mit 3484 Einwohnern (Stand: 1. Januar 2022) im Département Puy-de-Dôme in der Region Auvergne-Rhône-Alpes. Sie gehört zum Arrondissement Riom und zum Kanton Saint-Éloy-les-Mines dessen Hauptort Saint-Éloy-les-Mines ist. Die Einwohner der Gemeinde werden Éloysiens genannt.

## Geographie
Saint-Éloy-les-Mines liegt in der Landschaft Combraille, etwa 30 Kilometer südöstlich von Montluçon. Durch die Gemeinde fließt der Bouble. Saint-Éloy-les-Mines wird umgeben von den Nachbargemeinden Buxières-sous-Montaigut im Norden, Durmignat im Nordosten, Moureuille im Osten, Menat im Südosten, Youx im Süden und Westen sowie Montaigut im Westen und Nordwesten.
Durch die Gemeinde führt die frühere Route nationale 143.

## Geschichte
Der Aufstieg und Niedergang der Gemeinde ist eng verbunden mit dem Kohlebergbau. Bereits seit dem 18. Jahrhundert wurde hier Kohle abgebaut. Kurz nach dem Zweiten Weltkrieg erfuhr der Abbau seinen Höhepunkt und die Gemeinde zählte etwa 7.200 Einwohner. Mit der Sozialisation der Kohleminen begann aber auch der Rückgang der Fördermenge und so wurde die letzte Mine Anfang 1978 geschlossen.

### Bevölkerungsentwicklung
| Jahr                       | 1962 | 1968 | 1975 | 1982 | 1990 | 1999 | 2006 | 2011 |
| Einwohner                  | 6733 | 6316 | 5646 | 5293 | 4721 | 4134 | 3840 | 3622 |
| Quellen: Cassini und INSEE |      |      |      |      |      |      |      |      |

## Wirtschaft und Infrastruktur
Größter Arbeitgeber der Gemeinde ist mit über 800 Beschäftigten der Baustoffhersteller Rockwool. Das Werk wurde 1980 errichtet.

## Sehenswürdigkeiten
- Kirche Saint-Éloy im Ortszentrum, im 12. Jahrhundert errichtet
- Kirche Sainte-Jeanne-d’Arc, Ende des 19., Anfang des 20. Jahrhunderts erbaut
- Industriebrache auf dem alten Minengelände

## Persönlichkeiten
- Alexandre Varenne (1870–1947), Politiker und Journalist, zwischenzeitlich (1919) Bürgermeister von Saint-Éloy-les-Mines
- Claude Rodier (1903–1944), Widerstandskämpferin, im KZ Ravensbrück ermordet
- Ángeles Flórez Peón (1918–2024), spanische Hundertjährige, Krankenschwester, Politikerin und Autorin, Flüchtling in Saint-Éloy-les-Mines

## Weblinks

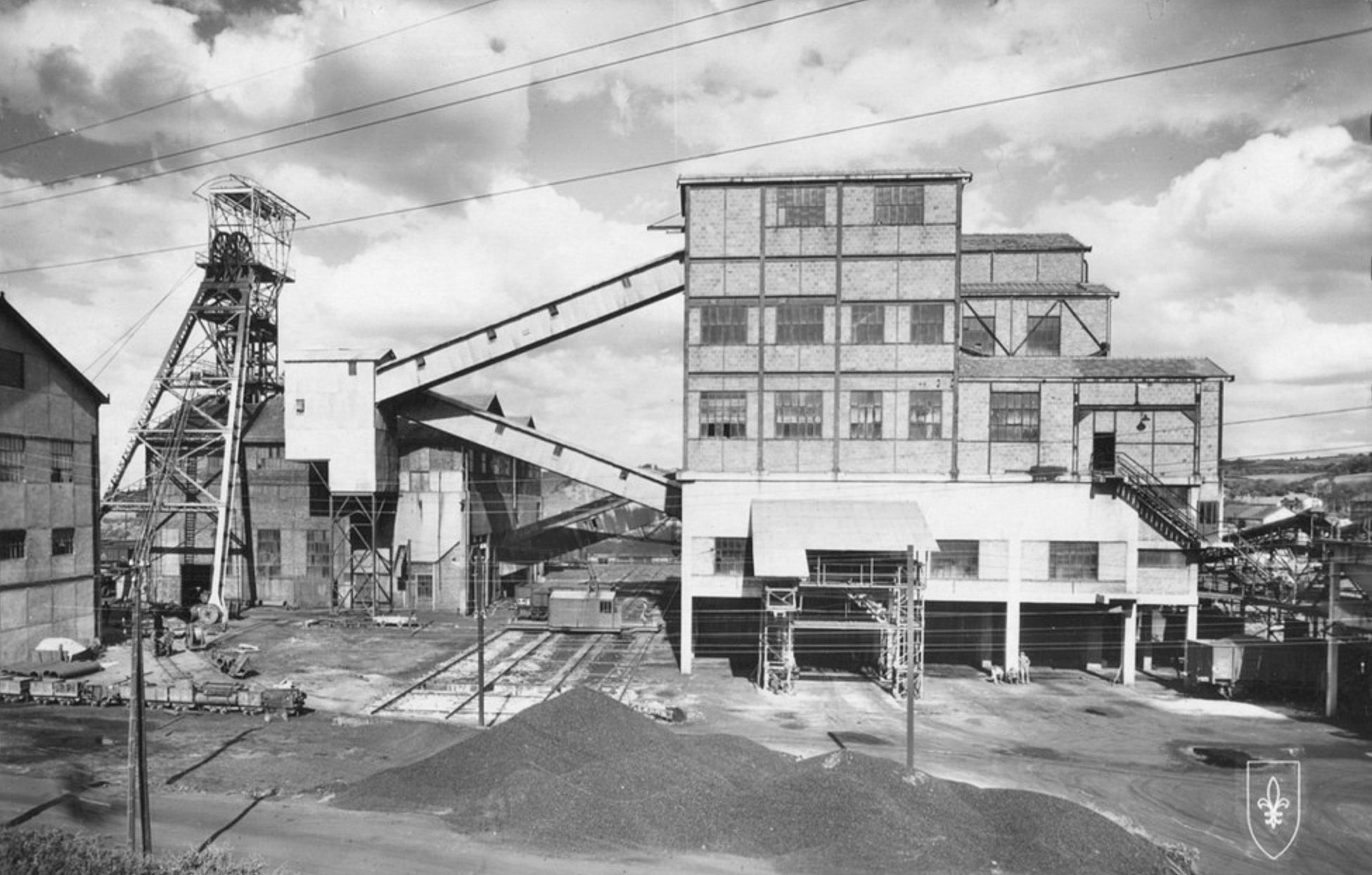
Zeche Saint-Joseph